# Vaniniïta
La vaniniïta és un mineral de la classe dels fosfats. Rep el nom en honor de Francesco Vanini (n. 1947), col·leccionista de minerals italià i especialista en associacions de minerals exòtics als Alps. El Sr. Vanini va participar en el descobriment de minerals rars que contenen manganès, especialment arsenats i fosfats, i va recollir mostres d'almenys cinc espècies minerals noves.

## Característiques
La vaniniïta és un arsenat de fórmula química Ca₂Mn2+₃Mn3+₂O₂(AsO₄)₄·2H₂O. Va ser aprovada com a espècie vàlida per l'Associació Mineralògica Internacional l'any 2018, i encara resta pendent de publicació. Cristal·litza en el sistema monoclínic.
Les mostres que van servir per a determinar l'espècie, el que es coneix com a material tipus, es troben conservades a les col·leccions mineralògiques del Musée cantonal de géologie de Lausanne (Suïssa), amb els números de catàleg: 080143 i 080144.

## Formació i jaciments
Va ser descoberta a Falotta, al municipi de Surses de la regió d'Albula (Grisons, Suïssa). Aquest indret és l'únic a tot el planeta on ha estat descrita aquesta espècie mineral.